# Elephas falconeri
Elephas falconeri, ou  Palaeoloxodon falconeri, o Elefante-anão-do-Mediterrâneo, é uma espécie de elefante extinta.
Apesar de muitas criaturas do Pleistoceno terem sido grandes versões de animais que existem atualmente, alguns deles, como o Elefante anão, foram muito menores do que os seus congêneres modernos. Esse pequeno paquiderme provavelmente evoluiu de uma espécie de elefante muito maior, à semelhança de outros antigos animais, submetidos a um processo chamado "nanismo insular", pelo qual os animais em ilhas isoladas podem reduzir o seu tamanho geração após geração, se não há predadores, que tornam necessário a criatura ser grande para se defender, e se a disponibilidade de alimento é pouca, pois ser pequeno é uma vantagem nessas condições. Provavelmente um espécime adulto de Mamute anão pesava o mesmo que um elefante asiático recém-nascido.